# AAA (漫画)
『AAA』（トリプルエー）は、フクシマハルカによる日本の漫画作品。
『なかよし』（講談社）にて2008年2月号から2009年4月号まで連載された。単行本は同社の講談社コミックスなかよしから全4巻が発売されている。

## あらすじ
偏差値80のエリート校・秀徳大学付属中学校の生徒会長を務める緒方青依は、入学試験のときにシャーペンを貸してくれた、優しい黒髪の少年「クロダハヤト｣のことが忘れられずにいた。あるときひょんなことから｢黒田隼人｣という少年と再会を果たす青依。しかしその黒田隼人は金髪で、しかも……

## 物語の背景
秀徳大学付属中学校
偏差値が80という、全国でも5本の指に入る進学校。学生も折り目正しい。
市立悪徳中学校
偏差値が測定不能というほど成績不振の中学校。不良学生の吹き溜まりと化しており、学校の内外で喧嘩に明け暮れている。
両校は隣接しているが険悪な関係にあり、全く交流はない。

## 登場人物
緒方青依（おがた あおい）
主人公。中学2年生。秀徳大学付属中学校の生徒会長を務める。通称「AAA」（株価の最高ランクの意）。入試の際にシャーペンを貸してくれた「クロダハヤト｣という黒髪の少年と同姓同名で金髪の「黒田隼人」に弱みを握られ、彼の子分になる。
黒田隼人（くろだ はやと）
中学2年生。市立悪徳中学校を取り仕切る番長。通称「CCC」。喧嘩が強く、無表情。青依を含む4人の舎弟分がおり、彼（彼女）らに勉強を教える。青依でも解けなかった問題を解く等、謎が多い。
前田龍（まえだ りゅう）
秀徳中の生徒の一人。中学2年生。成績はかなり優秀。悪徳中をかなり見下している。両親の離婚で離別した、黒田の双子の弟。
うらら
青依の友人で、秀徳の生徒会の役員の一人。フルネームは不詳。青依とは小学校時代からのつきあいで、よき相談相手だがかなりきついことを言う。
北別府
青依の友人で、秀徳の生徒会の役員の一人。フルネームは不詳。
梅津中
隼人の舎弟分の一人。好物のワルワルドーナツを常に喰い散らかしている。また、飴を常に鞄の中に入れており、甘党であることが窺える。
大竹斗真
隼人の舎弟分の一人。やや身長が低い。教科書を平気で破って紙飛行機にして遊んで見せ、青依を唖然とさせた。
佐々岡雅
隼人の舎弟分の一人。青依が隼人の舎弟にさせられたことを知らぬまま一目ぼれし、デートに漕ぎ付けたことがある。

## その他
当初、作者のフクシマは「CCC（トリプルシー）」（単行本第3巻に収録）を連載にするつもりであった。しかし紆余曲折を経たのち、最終的に本作品が連載に至った。

## 書誌情報
- フクシマハルカ 『AAA』 講談社〈講談社コミックスなかよし〉、全4巻
  1. 2008年4月28日発売[2]、ISBN 978-4-06-364186-8
  2. 2008年9月5日発売[2]、ISBN 978-4-06-364196-7
  3. 2008年12月27日発売[2]、ISBN 978-4-06-364208-7
  4. 2009年5月13日発売[2]、ISBN 978-4-06-364219-3